# Rough Cut
Pour plus de détails, voir Fiche technique et Distribution.
Rough Cut (hangeul : 영화는 영화다 ; RR : Yeonghwaneun yeonghwada, littéralement « Des films sont des films ») est un drame sud-coréen réalisé par Jang Hoon, sorti en 2008.
Ce premier long-métrage, écrit et produit par Kim Ki-duk, est inédit en France.

## Synopsis
Une vedette de cinéma assez arrogante, harcelé par des paparazzi, perd son sang-froid. Au moment où le tournage d'un nouveau film débute pour lequel il a pour rôle d'un gangster, il craque violemment et envoie un des cascadeurs à l'hôpital : il en est responsable, au point de la fermeture de la production. Il cherche un remplaçant malgré le refus des comédiens de tourner avec lui. Un moment donné, il ne voit qu'une solution en faisant appel à un vrai gangster violent avec qui il a déjà eu une querelle dans un bar. Ce dernier accepte à condition que les scènes de violence soient réelles.

## Fiche technique
- Titre : Rough Cut
- Titre original : 영화는 영화다 (Yeonghwaneun yeonghwada)
- Réalisation : Jang Hoon
- Scénario : Kim Ki-duk
- Décors : Lee hyeon-joo
- Photographie : Kim Gi-tae
- Montage : Wang Soo-an
- Musique : No Hyeong-woo
- Production : Kim Ki-duk ; David Cho (coproduction)
- Société de production : Kim Ki-duk Film
- Société de distribution : Studio 2.0 ; Sponge ENT (international)
- Pays de production :  Corée du Sud
- Langue originale : coréen
- Format : couleur - 1.85:1 (Panoramique)
- Genre : drame et action
- Durée : 113 minutes
- Dates de sortie :
  - Corée du Sud : 11 septembre 2008

## Distribution
- So Ji-sub : Lee Kang-pae, le gangster
- Kang Ji-hwan : Jang Soo-ta, l'acteur
- Hong Soo-hyeon : Kang Mi-na, l'actrice
- Ko Chang-seok : le réalisateur Bong
- Song Yong-tae : le président Baek
- Han Gi-joong : le président Park

## Accueil
Box-office
| Pays ou région | Box-office        | Date d'arrêt du box-office | Nombre de semaines |
| -------------- | ----------------- | -------------------------- | ------------------ |
| Corée du Sud   | 1 322 435 entrées | 2 novembre 2008            | 8                  |

Selon HanCinema, Rough Cut compte 1 322 435 entrées en huit semaines malgré la mention qui se diffère sur Korean Movie Council : 1 311 118 entrées dans 315 salles en Corée du Sud.

## Distinctions

### Récompenses
- Blue Dragon Film Awards 2008 :
  - Meilleur nouvel acteur pour So Ji-sub
  - Meilleur nouvel acteur pour Kang Ji-hwan
- Korean Association of Film Critics Awards 2008 :
  - Meilleur acteur pour So Ji-sub
  - Meilleur nouveau réalisateur pour Jang Hoon
  - Meilleur nouvel acteur pour Kang Ji-hwan
- Korean Film Awards 2008 :
  - Meilleur nouvel acteur pour Kang Ji-hwan
- Director's Cut Awards 2008 : Meilleur producteur pour Kim Ki-duk
- Baeksang Arts Awards 2009 :
  - Meilleur nouvel acteur pour So Ji-sub
  - Meilleur nouvel acteur pour Kang Ji-hwan
- Buil Film Awards 2009 : Meilleur nouvel acteur pour So Ji-sub
- Festival international du film de Shanghai 2009 : Meilleure musique pour No Hyeong-woo
- Grand Bell Awards 2009 : Meilleur scénario pour Kim Ki-duk
- Pusan Film Critics Awards 2009 :
  - Meilleur nouvel acteur pour So Ji-sub
  - Meilleur nouvel acteur pour Kang Ji-hwan

### Nominations
- Blue Dragon Film Awards 2008 :
  - Meilleur acteur dans un second rôle pour Ko Chang-seok
  - Meilleur nouveau réalisateur pour Jang Hoon
- Korean Film Awards 2008 :
  - Meilleur film
  - Meilleur acteur pour So Ji-sub
  - Meilleur acteur dans un second rôle pour Ko Chang-seok
  - Meilleur nouveau réalisateur pour Jang Hoon
  - Meilleur scénario pour Kim Ki-duk
- Asian Film Awards 2009 : Meilleur acteur pour So Ji-sub
- Baeksang Arts Awards 2009 :
  - Meilleur film
  - Meilleur nouveau réalisateur pour Jang Hoon
  - Meilleur scénario pour Kim Ki-duk
- Grand Bell Awards 2009 :
  - Meilleur nouveau réalisateur pour Jang Hoon
  - Meilleur nouvel acteur pour So Ji-sub